# Bayterek
Bayterek (en kazajo: Бәйтерек, Bäyterek; lit. 'álamos altos'), es un monumento y una torre de observación en Astaná, capital de Kazajistán. Es una atracción turística popular por igual entre los visitantes extranjeros y los nativos kazajos, siendo un emblema de la ciudad que simboliza, asimismo, el nuevo estatus de la ciudad como capital de Kazajistán.

## Diseño
El monumento tiene por objeto incorporar una zona que hable acerca del mítico árbol de la vida y de un mágico pájaro de la felicidad: el pájaro, llamado Samruk, había empollado sus huevos en las grietas entre dos ramas de un álamo. La estructura de 105 metros, que se eleva desde una base ancha y plana en una plaza elevada, consiste en un estrecho eje cilíndrico, rodeado por vigas ramificadas blancas que se ensanchan en la parte superior (el "árbol") y soportan una esfera reflectante dorada de 22 m de diámetro (el "huevo"), donde está la plataforma de observación. La base alberga las taquillas y un espacio de exposición, con los dos ascensores en el interior del eje que acceden hasta la plataforma de observación en el huevo. Las entradas al monumento están hundidas bajo el nivel visual, accediendo a ellas mediante las escaleras desde la plaza circundante.
La altura de la plataforma de observación sobre el terreno es de 97 m, que corresponden con el año de la transferencia de la capitalidad a Astana (1997). Desde lo alto se puede ver gran parte de la nueva ciudad en construcción. El mirador tiene dos niveles: uno, con vistas de 360° de la ciudad y más allá; y un segundo, el nivel superior, que se alcanza por un tramo de escaleras. El nivel superior cuenta con una impresión dorada de la mano derecha de Nursultan Nazarbayev, el primer presidente de la República independiente de Kazajistán, montada en un adornado pedestal. Una placa invita al visitante a poner su mano en la huella y pedir un deseo. Junto con la huella de la mano, y también orientada en la dirección del palacio presidencial, hay una escultura de madera de un globo y 16 segmentos radiales, en conmemoración del Congreso de Dirigentes de Religiones Mundiales y Tradicionales como las celebraciones de Año Nuevo, celebrado en varias ocasiones en Astaná.
En el verano de 2010 se celebró frente a la Torre de Bayterek la mayor exposición de arte al aire libre de la historia de Kazajistán: unos 2,2 millones de personas acudieron a la muestra internacional de United Buddy Bears.

## Galería de imágenes

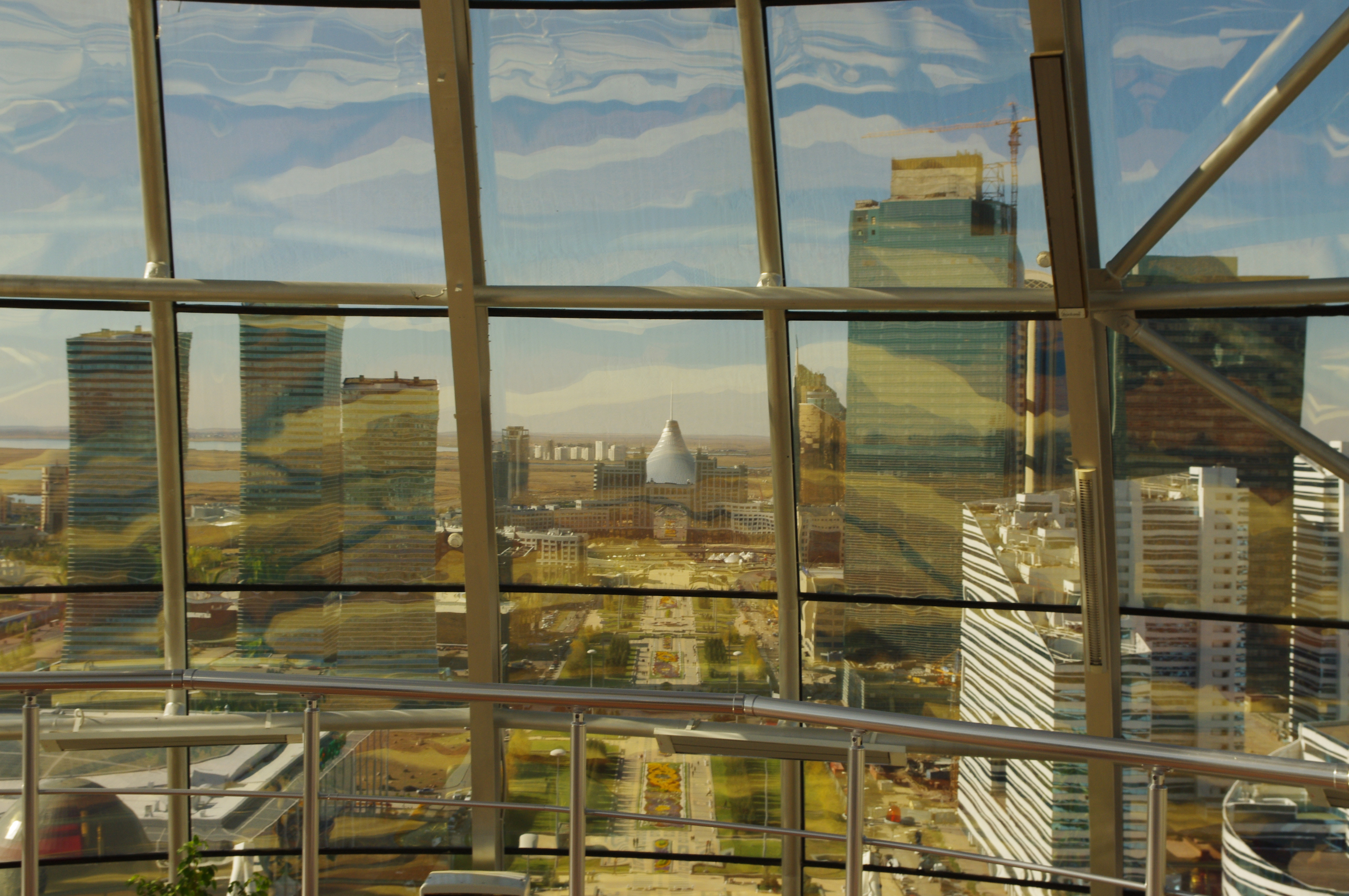
Vista desde el mirador
La torre al fondo de un florido parterreLa torre al fondo de un florido parterre